# Люляк
Лю́ляк (болг. Люляк) — село в Старозагорській області Болгарії. Входить до складу общини Стара Загора.

## Населення
За даними перепису населення 2011 року у селі проживали 75 осіб, з них 74 особи (98,7%) — болгари.
Розподіл населення за віком у 2011 році:
Динаміка населення: